# 8stops7
8stops7 là một ban nhạc rock đến từ Ventura, California.

## Lịch sử
8stops7 được thành lập tại Ventura, California vào năm 1996. Ca sĩ Evan Sula-Goff giải thích ý nghĩa tên của ban nhạc là, "Về cơ bản, số bảy là biểu tượng của điều gì đó bạn muốn thoát khỏi và tám là cánh cửa bạn đi qua để đến đó." Sau khi tự phát hành album tự sản xuất đầu tiên Birth Of A Cynic, ban nhạc đã ký hợp đồng với Warner Bros. Records/ Reprise Records dưới sự bảo trợ của Warner Music Group vào năm 1999 thông qua người quản lý của họ.
Album thứ hai của họ In Moderation được sản xuất bởi Toby Wright (KoRn, Alice In Chains, Sevendust) và bao gồm các bản thu âm lại của bốn bài hát trong album trước. Hai trong số các bài hát của In Moderation, "Satisfied" và "My Would-be Savior", đã được đưa vào nhạc nền của trò chơi Sony PlayStation Street Sk8er 2. "Satisfied", cũng được giới thiệu trong trò chơi Sony PlayStation 2 Gran Turismo 3 và trên nhạc nền của nó. Video cho "Satisfied" đã được giới thiệu trên chương trình MTV 120 Minutes. "Question Everything" được giới thiệu trên Friends Again Soundtrack cùng với các nghệ sĩ khác trong sitcom Friends NBC. Apple đã đặt video âm nhạc cho Question Everything trên CD Mac OS 9.1 và sau đó đã đưa vào bản sao mp3 chất lượng cao của bài hát để trình diễn các loa kỹ thuật số mới đi kèm với PowerMac G4 Cube. Đến nay, In Moderation đã bán được hơn 400.000 bản, được phát sóng trên đài phát thanh quốc gia rộng rãi và tạo ra hai bản hit lọt vào ba bảng xếp hạng Billboard khác nhau.
Năm 2002, khi Time Warner, công ty mẹ của hãng thu âm 8Stops7, sáp nhập với AOL, mỗi nghệ sĩ đã không bán được 1 triệu album trong năm trước đã bị sa thải với một lời hứa trở lại ký vào năm 2003. Các Tin đồn rằng Warner không muốn giao dịch với người quản lý của ban nhạc nữa hóa ra là sai sự thật. Do chính trị mới, giám đốc điều hành mới và ý kiến mới, ban nhạc không được tái ký hợp đồng. Vì sự tin tưởng và niềm tin của người quản lý và công ty đối với ban nhạc mà họ tiếp tục đi lưu diễn và được William Morris Agency đặt trước với hy vọng sẽ có được một hợp đồng khác. Ban nhạc đã dành vài năm tiếp theo để tách mình khỏi người quản lý để hoàn thành các mục tiêu mới của họ.
Sau khi quyên tiền từ người hâm mộ thông qua pledgemusic.com, ban nhạc đã phát hành album thứ tư Fables vào ngày 8 tháng 2 năm 2012. Đĩa đơn đầu tiên của album có tựa đề "The Sting".
Đội hình hiện tại bao gồm tất cả bốn thành viên ban đầu, ca sĩ Evan Sula-Goff, nghệ sĩ guitar Seth Watson, tay bass Cory Tarallo, và nghệ sĩ bộ gõ Adam Powell cùng với nghệ sĩ guitar Rodney Amieva. Vào ngày 1 tháng 4 năm 2017, ban nhạc thông báo rằng họ đã được Wendigo ký hợp đồng thu âm và dự kiến sẽ vào phòng thu vào tháng 7 để thu âm một bản thu âm mới chưa được đặt tên.

## Danh sách đĩa nhạc

### Album phòng thu
- Birth of a Cynic (1997)
- In Moderation (1999)
- Bend (2006)
- Fables (2012)[7]

### Đĩa đơn
| Năm  | Tiêu đề               | Vị trí xếp hạng cao nhất | Vị trí xếp hạng cao nhất | Vị trí xếp hạng cao nhất | Album         |
| Năm  | Tiêu đề               | US Alt.                  | US Mainstream Rock       | US Adult Top 40          | Album         |
| ---- | --------------------- | ------------------------ | ------------------------ | ------------------------ | ------------- |
| 2000 | "Question Everything" | 25                       | 16                       | 38                       | In Moderation |
| 2000 | "Satisfied"           | 35                       | 26                       | —                        | In Moderation |